# Còmic vídeo
Un còmic vídeo és un tipus de producció audiovisual on l'acció s'enregistra en format de Mannequin Challenge (repte maniquí), o sigui, amb tots els implicats immòbils en cada escena, i es completa amb efectes onomatopeics i textuals que li donen l'aparença de còmic.
La realització d'un còmic vídeo permet apropar-se a la tasca d'una organització des d'una òptica divertida i a la vegada humana. Aquesta producció suposa una evolució i un pas endavant respecte d'altres fórmules audiovisuals que han sorgit en els darrers anys fruit de l'explosió de les xarxes socials: lipdub, Harlem Shakeo flashmob.
El format i el llenguatge del còmic vídeo permeten explicar qualsevol tipus d'història amb finalitats publicitàries, corporatives, educatives, etc. A la vegada, aquest tipus de producció s'utilitza per cohesionar l'equip d'una organització de manera amena i divertida i promou la implicació i la participació de totes les persones que en formen part.
Els moviments de càmera són una de les claus del còmic vídeo. Permeten moure’s per cada vinyeta i que aquesta canviï sense que l'espectador se n'adoni. Això dinamitza el vídeo i ajuda a mantenir la seva atenció. Cada vinyeta explica una part de la història, i el conjunt de vinyetes configura el guió de la peça.

## Origen
El primer còmic vídeo que es va fer és el de l'Hospital Sant Joan de Déu de Martorell (Catalunya).
Més d'un centenar de persones de la Fundació d'aquest hospital van participar-hi; la producció va servir per commemorar els 850 anys d'història del centre.
En el còmic vídeo van participar-hi el personal sanitari ─professionals mèdics, d'infermeria i auxiliars─ i el de serveis tècnics i administratius. El rodatge es va fer durant el mes de juliol de 2017 i no va suposar cap interrupció del funcionament habitual de l'Hospital.

## Còmic vídeo de l'Hospital de Sant Joan de Déu de Martorell
És la història d'una parella, la Isabel i el David, que van a l'Hospital de Sant Joan de Déu a tenir un fill. Durant la seva visita van apareixent moltes de les persones que hi treballen: metges, infermeres i personal d'administració i serveis.
En aquest còmic vídeo, s'hi va afegir un element de complexitat més: la interactivitat del vídeo a YouTube. En un moment de la història, l'espectador pot triar amb quin personatge continua. El joc interactiu comença quan el futur pare es desmaia, i llavors es pot seguir l'acció triant entre tres personatges:
- "Follow Isabel": l'usuari segueix la preparació al part de la Isabel i el moment del naixement del nadó.

- “Follow David": l'usuari segueix el pare i descobreix per què acaba amb el cap embenat.

- "Follow Juan": l'usuari segueix el dia a dia d'un encarregat de manteniment que també acaba a l'habitació del nounat, on es tornen a unir les tres accions.

El vídeo és una producció de LOU Produccions Arxivat 2017-12-01 a Wayback Machine., amb direcció de Santi Hausmann, edició d'Àlex Pérez i guió d'ells dos amb Xavier Docampo.
En el vídeo, el tema musical que acompanya l'acció, ''All you need is love'' de The Beatles, està interpretat pel grup vocal Sotavent ─es va donar a conèixer amb la seva participació en el programa Oh Happy Day– i per la cantant de Martorell Nina Cintas Grau.